# Jules Joseph Lefebvre

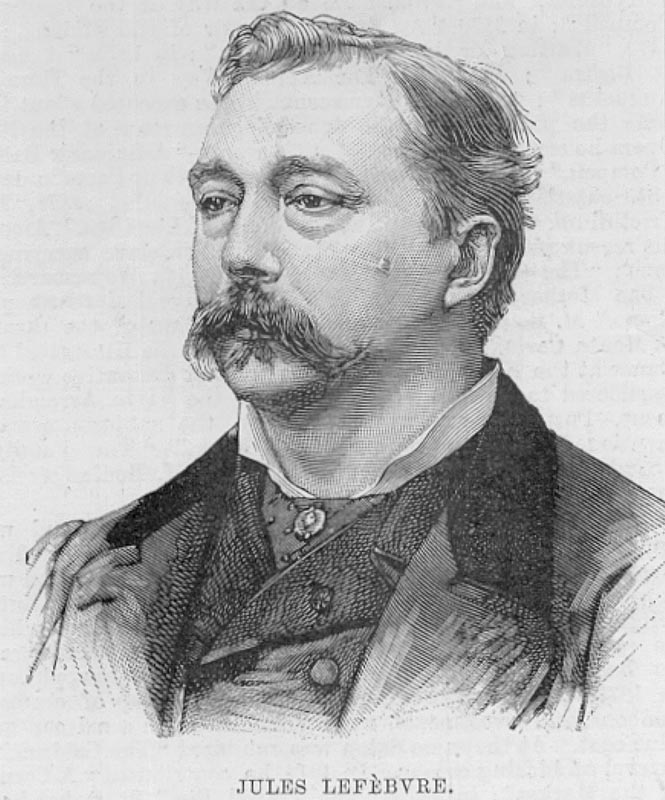
Jules Joseph Lefebvre

Jules Joseph Lefebvre (Tournan-en-Brie, Seine-et-Marne, 14 maart 1836 – Parijs, 24 februari 1912) was een Frans kunstschilder.

## Leven en werk
Lefebvre studeerde aan de École nationale supérieure des beaux-arts in Parijs, waar hij een leerling werd van Léon Cogniet. Hij bestudeerde in Italië het maniërisme en won in 1862 de prestigieuze Prix de Rome. In 1891 werd hij lid van de Académie des Beaux-Arts.
Lefebvre schilderde vooral portretten van personen alleen, meestal (mooie) vrouwen, vaak ook naakten. Tussen 1855 en 1898 exposeerde hij 72 portretten in de bekende Parijse salon. Na een zware depressie in 1868 veranderde zijn stijl enigszins van maniëristisch naar meer realistisch, met een vleugje melancholie en erotiek.
Behalve als kunstschilder werd Lefebvre ook geroemd als leraar in de schilderkunst. Hij doceerde aan de Académie Julian en de École des Beaux-Arts te Parijs. Als zodanig heeft hij grote invloed gehad op veel van zijn leerlingen, waarvan er diversen later ook zelf beroemd werden (William Hart, Childe Hassam, Fernand Khnopff, Georges Rochegrosse, Félix Vallotton, Paul Peel en anderen).

## Galerij

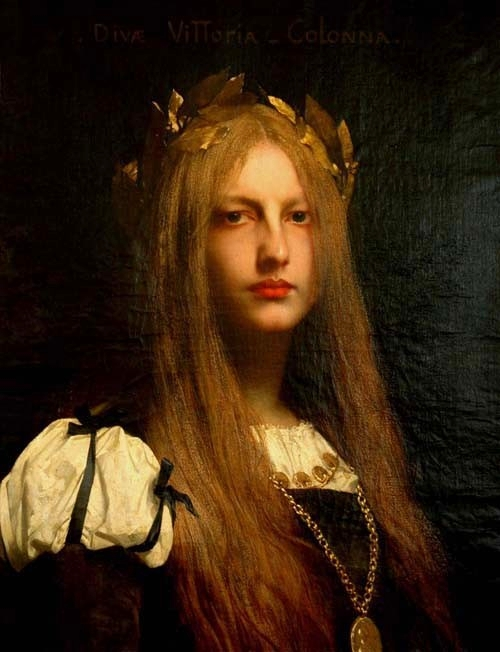
Vittoria Colonna (1861)
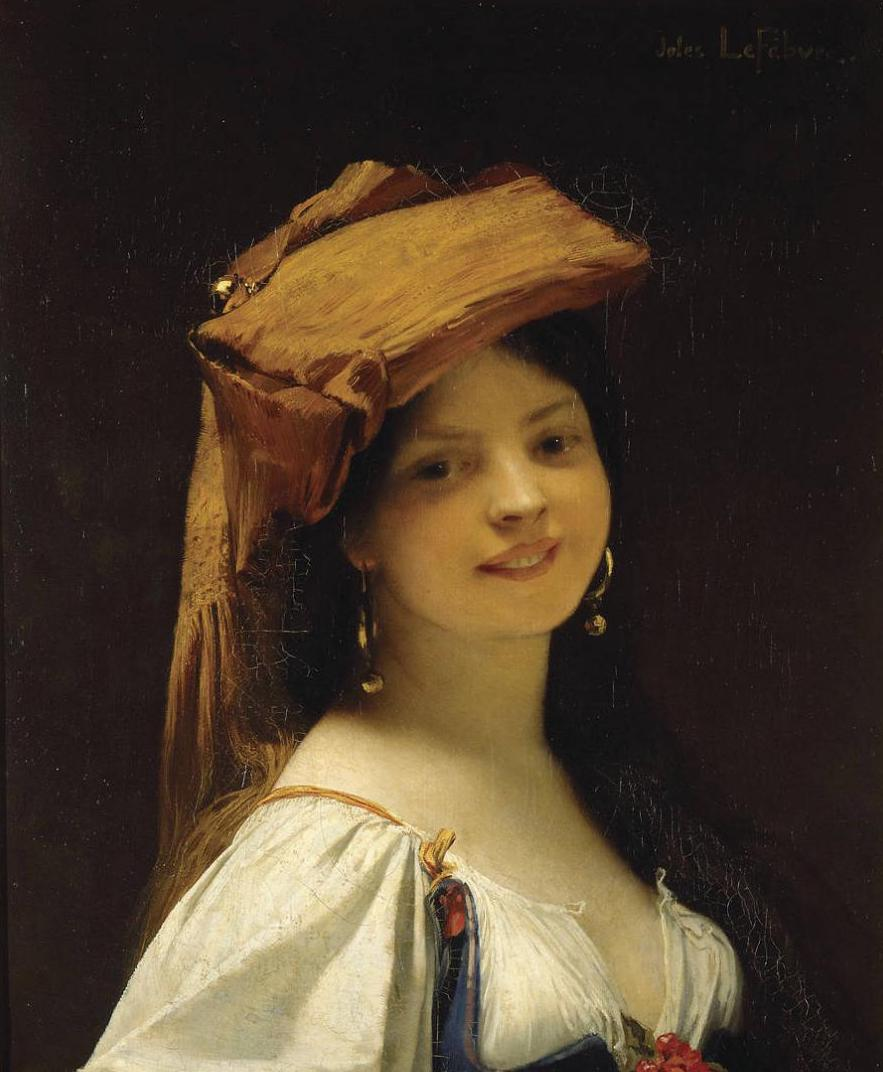
La jeune rieuse (1861), Musée de Picardie, Amiens
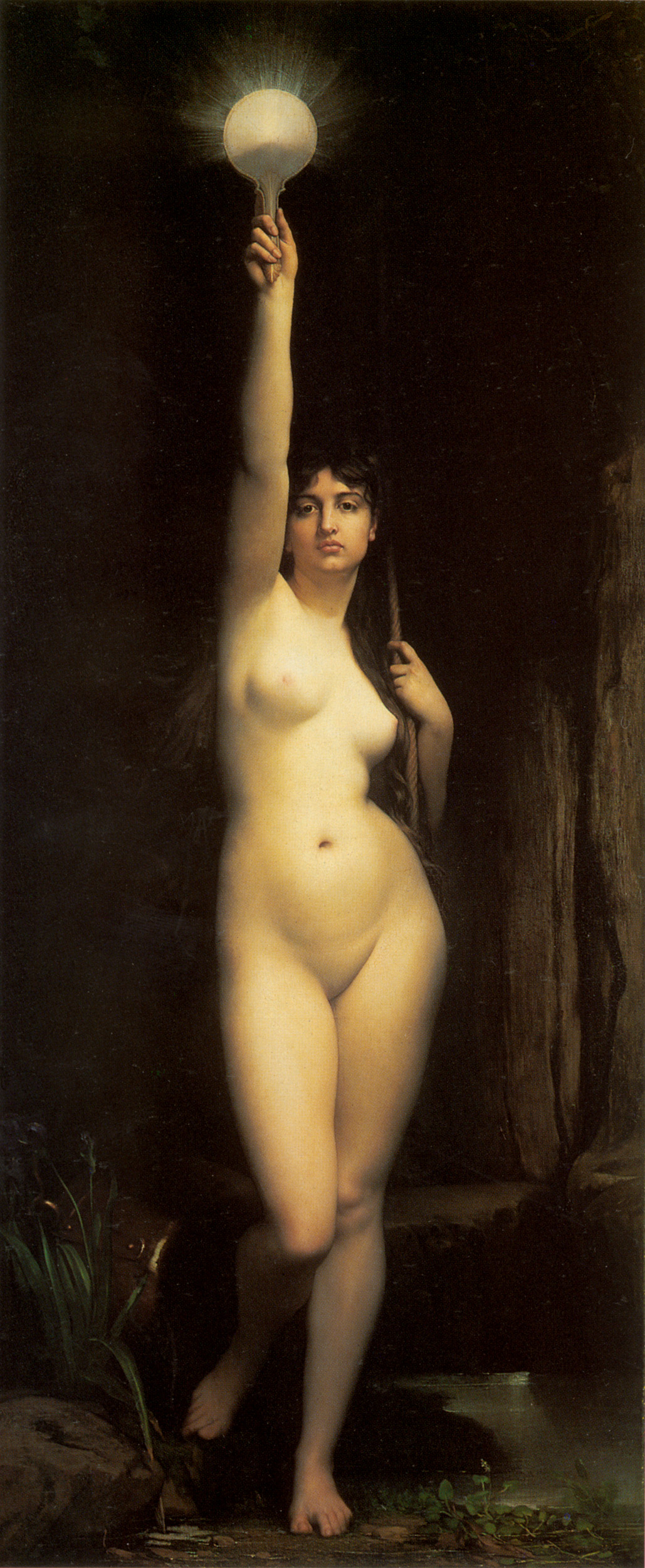
La Vérité (1870), Musée d'Orsay, Parijs
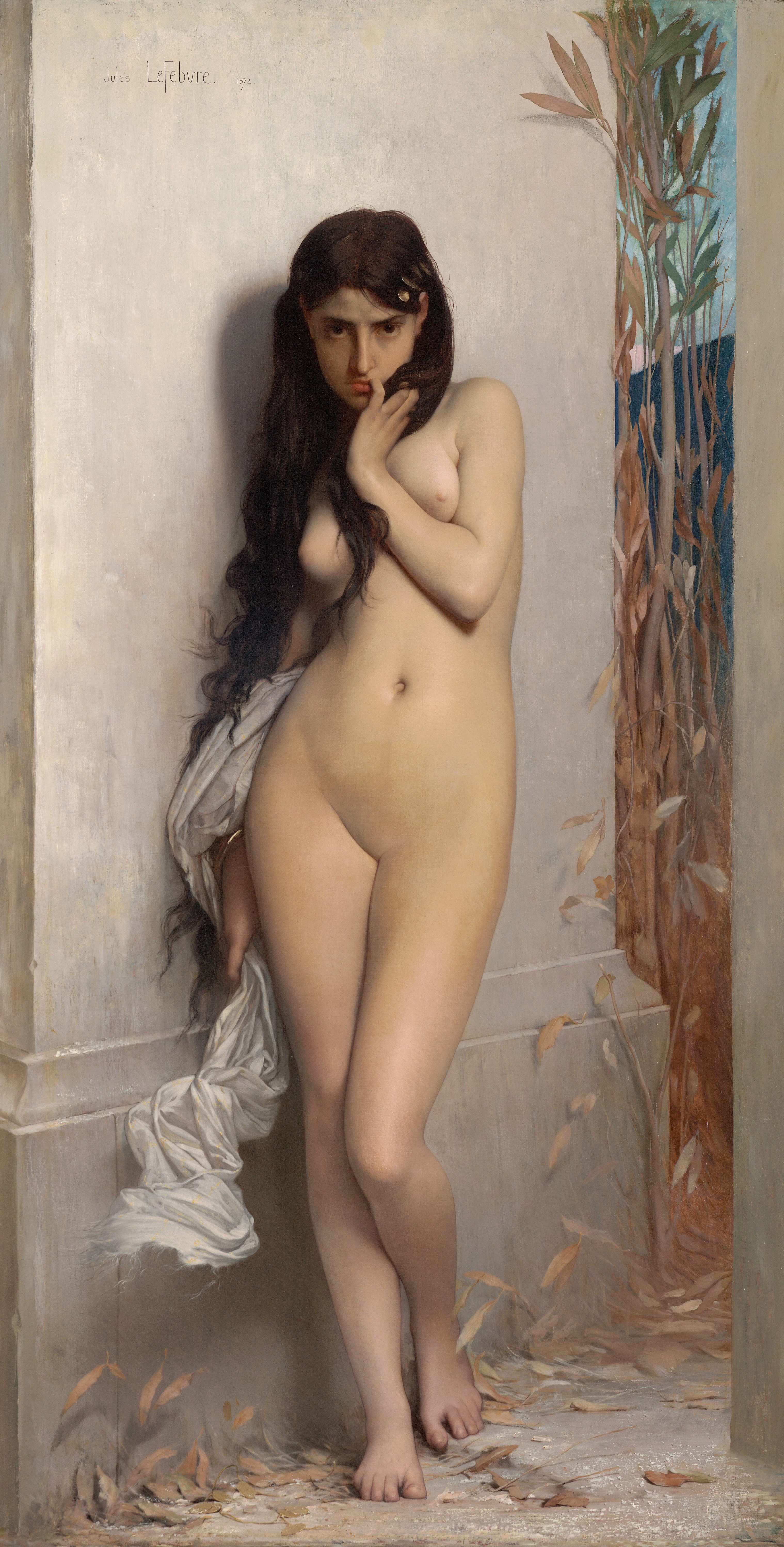
La Cigale (1872), National Gallery of Victoria, Melbourne
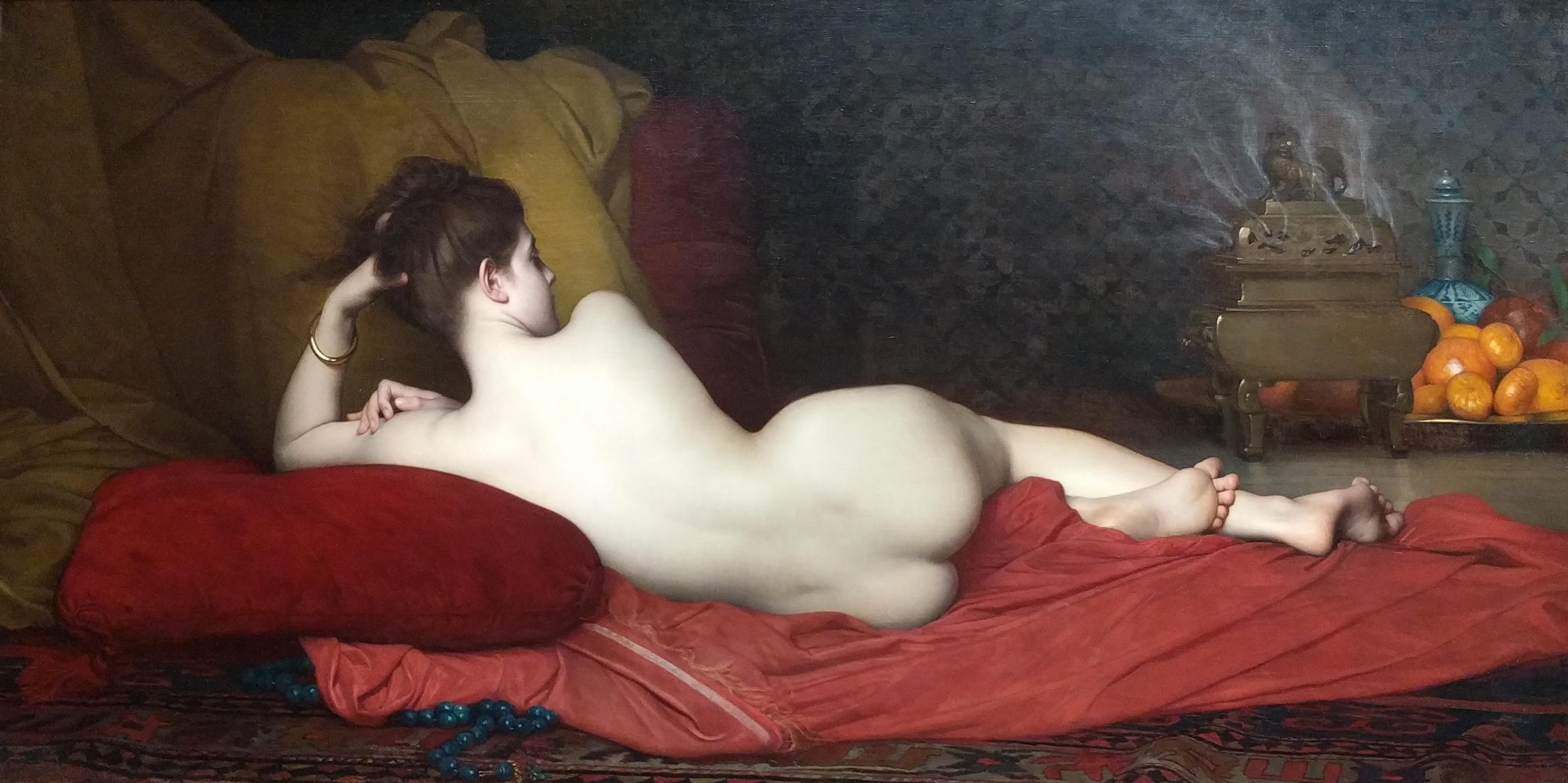
Odalisque (1874), Art Institute of Chicago
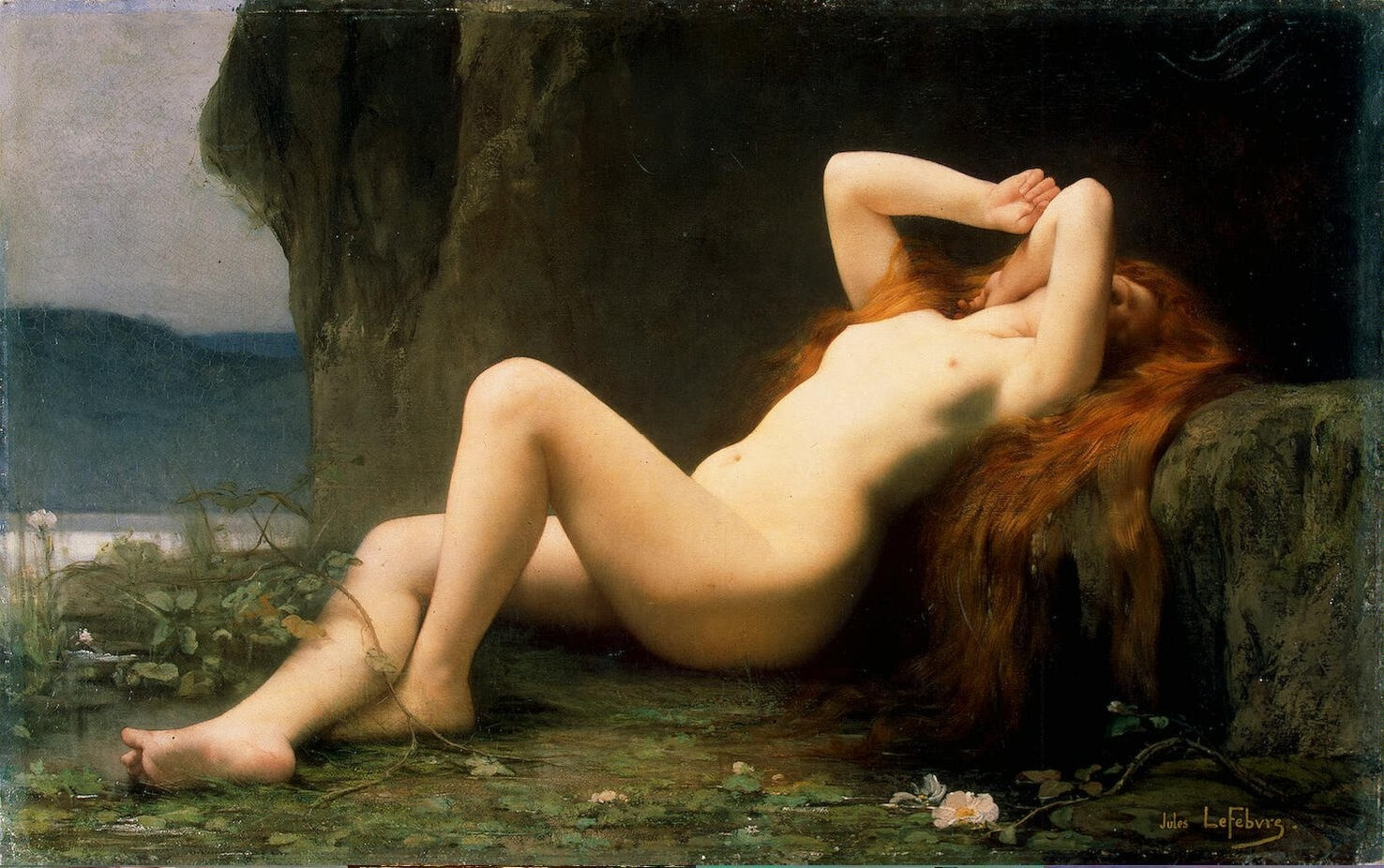
Maria Magdalena (1876), Hermitage (Sint-Petersburg), St. Petersburg
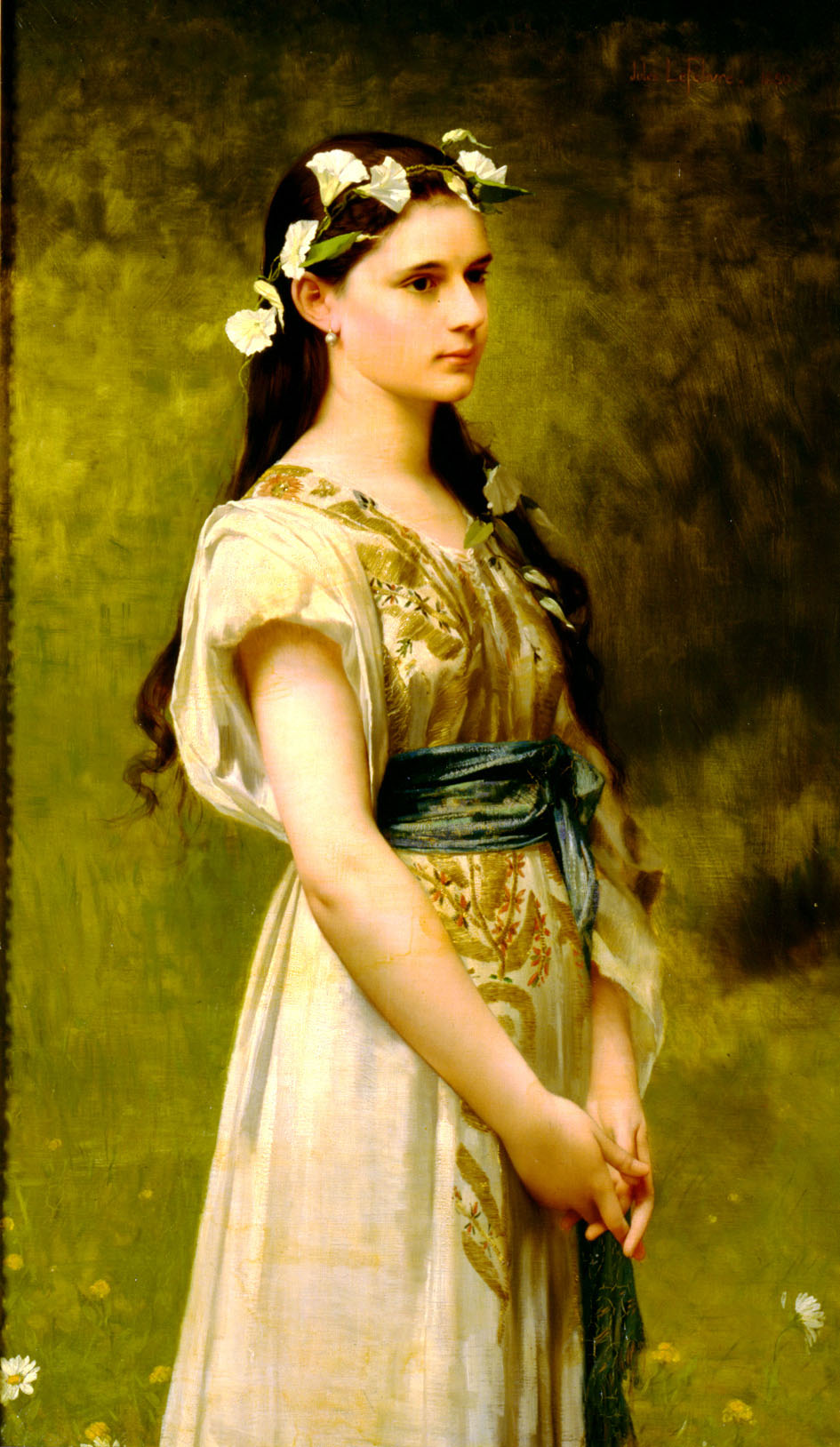
Julia Foster Ward (1880)
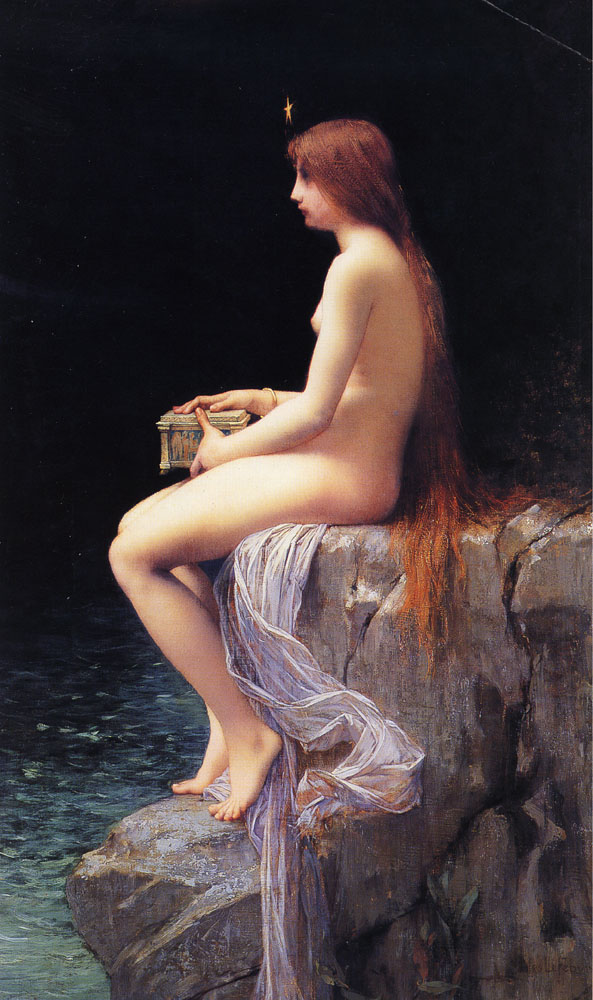
Pandora (1882)
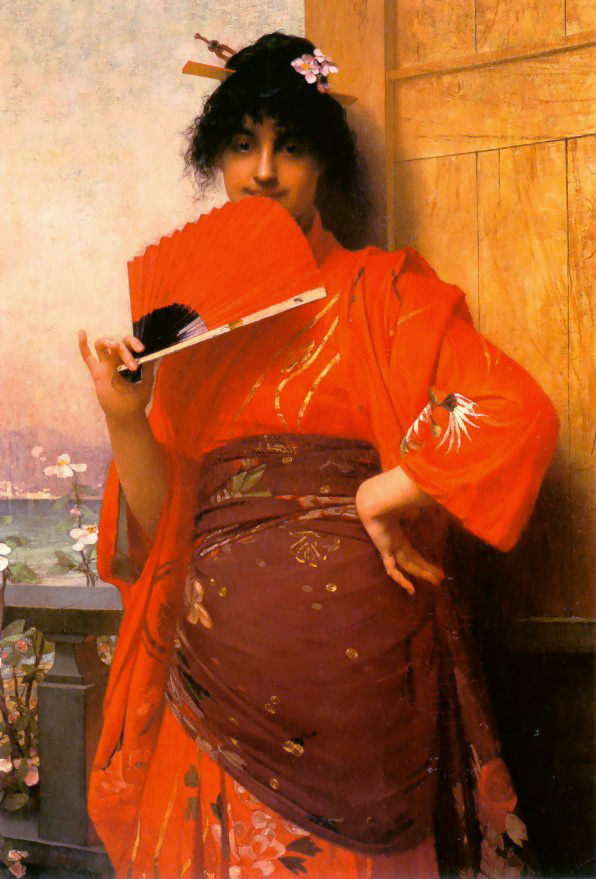
Japonaise (1882), Chrysler Museum of Art, Norfolk
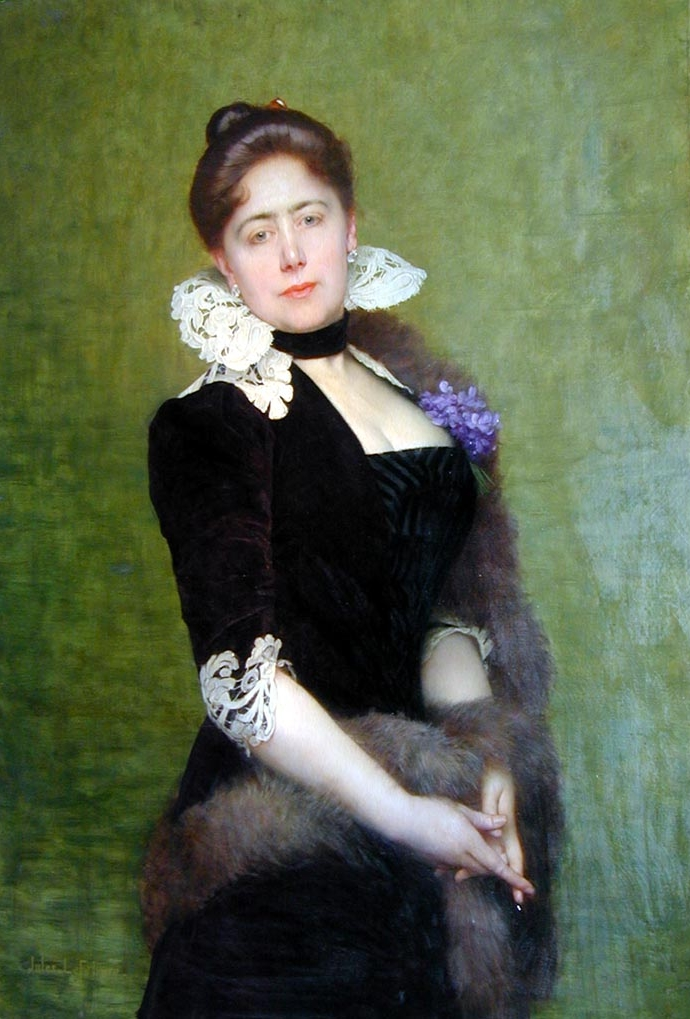
Portrait d’une femme (1890)
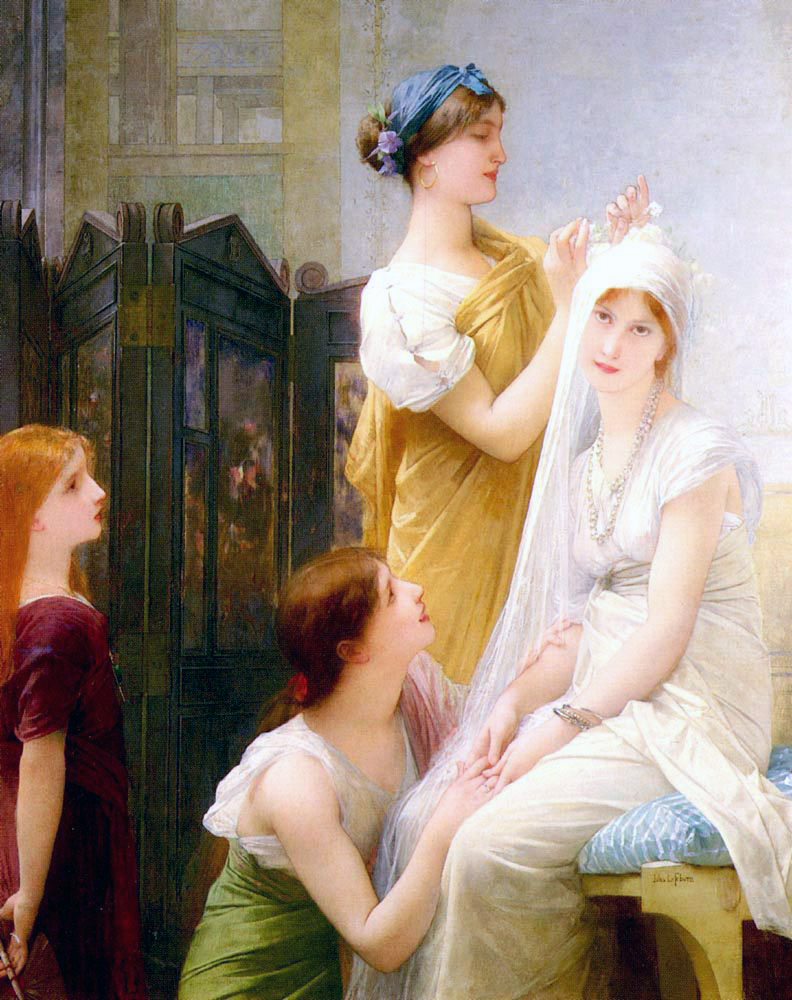
La Fiancée
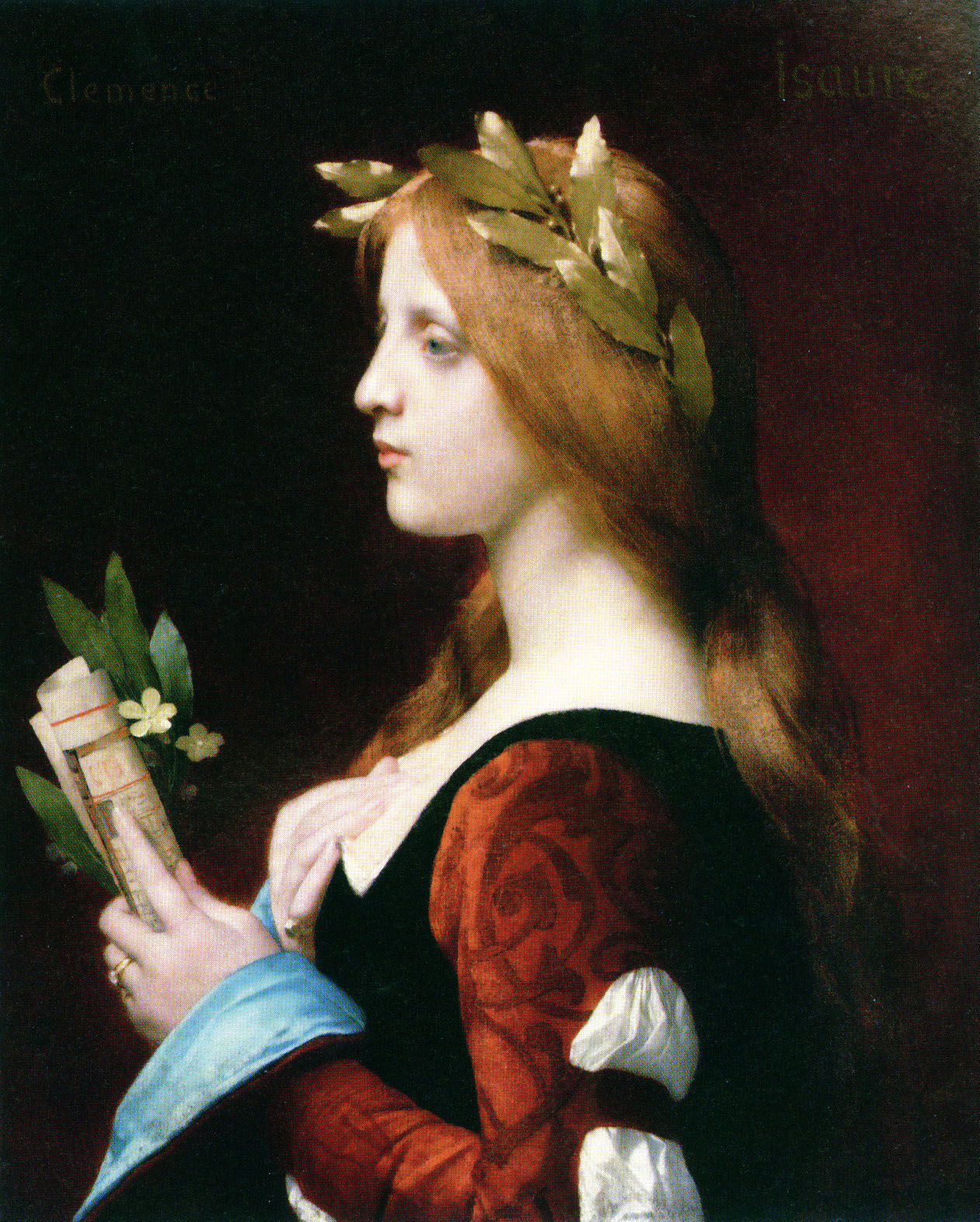
Clémence Isaure
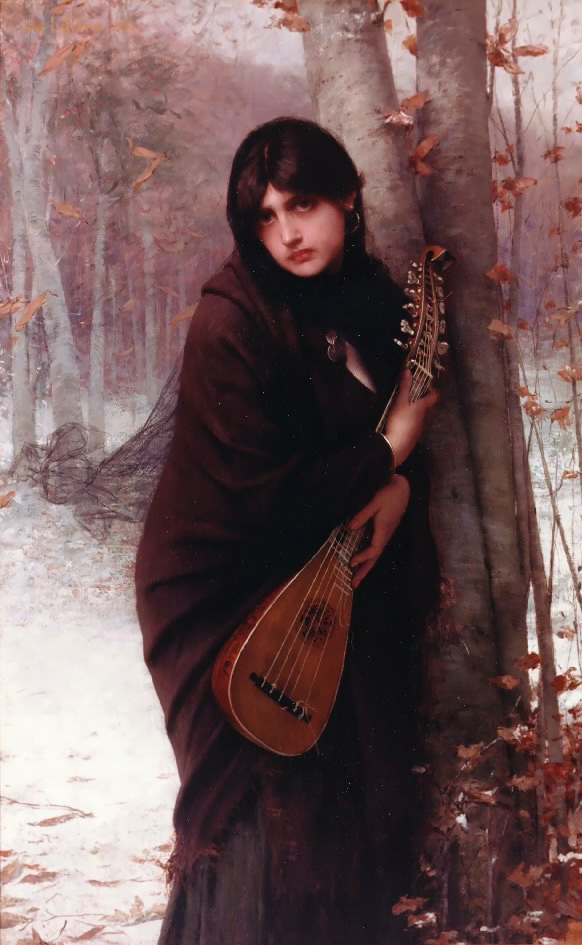
Jeune femme à la mandoline
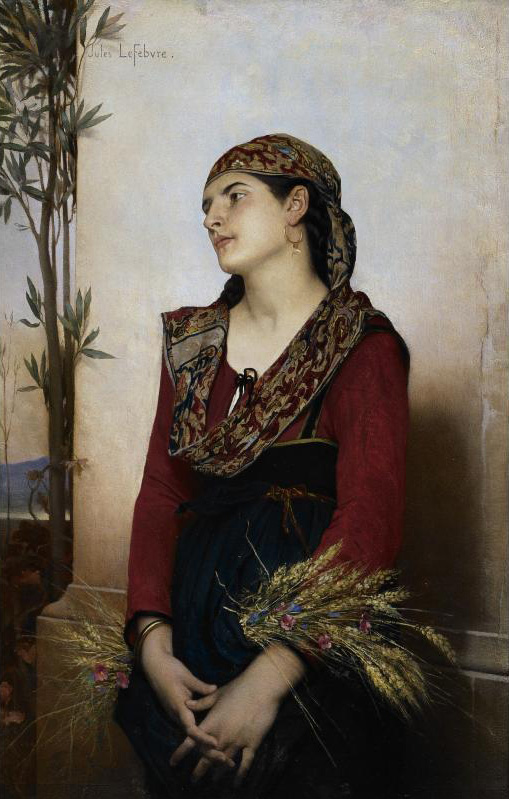
Mediterane Belle
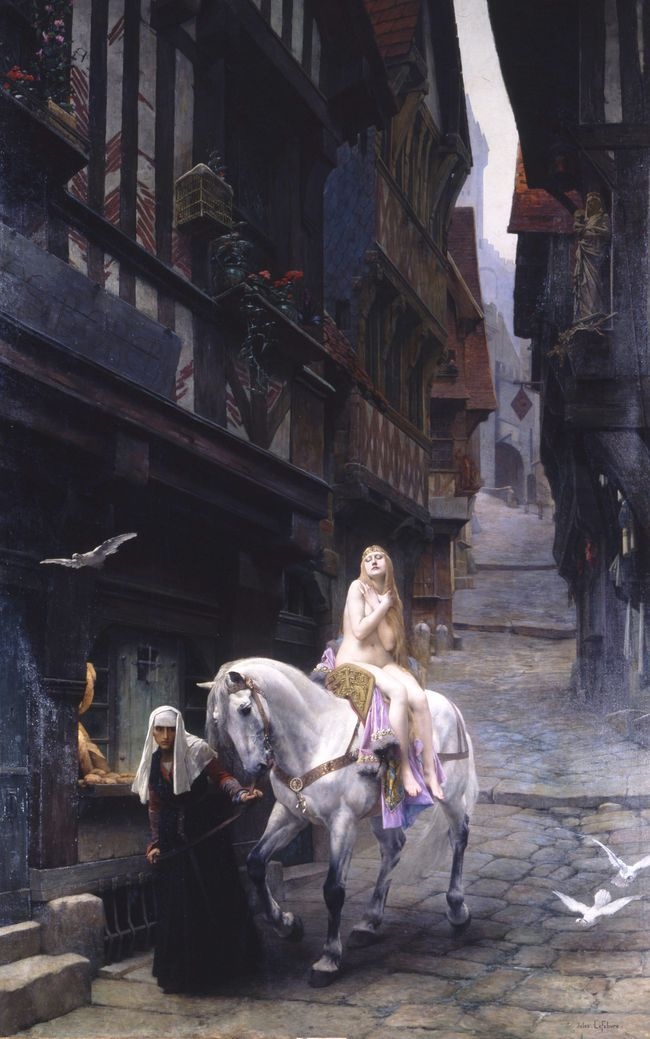
Lady Godiva, Musée de Picardie, Amiens

## Noot
1. ↑  Data van geboorte en overlijden zijn niet altijd overal eenduidig gegeven. Sommige bronnen op Internet vermelden ook wel 1834 als geboortejaar. Als jaar van overlijden wordt vaak 1911 gegeven, bij dezelfde overlijdensdatum.

- Bibliothèque nationale de France: cb149804679 (data)
- Gemeinsame Normdatei: 117614734
- International Standard Name Identifier: 0000 0001 1621 9259
- Library of Congress Control Number: nb2007017414
- Base Léonore: LH//1546/82
- MusicBrainz: 497576fe-ddb2-403c-901b-f9217d8d0e1b
- National Gallery of Victoria: 11229
- RKD-Nederlands Instituut voor Kunstgeschiedenis: 49030
- SNAC: w68d175z
- Système universitaire de documentation: 14590394X
- Union List of Artist Names: 500013504
- Virtual International Authority File: 37191679
- WorldCat: E39PBJktjMfmXTTtvwDwp7CCwC